# Cestrum pariense
Cestrum pariense là loài thực vật có hoa trong họ Cà. Loài này được Steyerm. mô tả khoa học đầu tiên năm 1966.